# Dárdara
Dárdara (en árabe: الدردارة‎, en francés: Derdara) es un municipio marroquí en la región de Tánger-Tetuán-Alhucemas. Desde 1912 hasta 1956 perteneció a la zona norte del Protectorado español de Marruecos.